# 사랑 (2007년 영화)
"사랑"은 2007년에 개봉한 대한민국의 영화이다.

## 줄거리
새로 전학을 오게 된 초등학생 인호. 그는 전학첫날부터 같은반 여학생 미주에게 첫눈에 반했다. 그리고 미주의 초대로 그녀의 집에 오게 됐는데 하필 그날은 미주네 집안이 기울어져 빚쟁이들이 쳐들어온 날이었다. 인호가 건진건 미술시간에 그렸던 미주의 그림 한장이 전부였고 그날 이후로 미주하고는 생이별을 했다. 
몇년후, 인호는 상우라는 복학생과 친구가 됐는데 그의 여동생이 바로 미주였다. 뿐만 아니라 분노조절장애가 있었던 극악무도한 방화를 저지르는 바람에 엄마가 죽어버렸고 상우 또한 전신화상 상태로 입원해있다 병세를 이기지 못하고 죽어버렸다. 인호는 혼자 남은 미주와 급속도로 가까워지지만 아직도 그녀에게 빚이 남아있던 그녀의 빚쟁이들을 대신 상대하다가 감옥신세를 지게된다. 그 사이 미주하고는 연락이 두절됐고 출소후, 미주와는 모시던 회장의 경호원과 접대부로 재회하게 된다.

## 캐스팅
- 주진모 : 채인호 역
- 박시연 : 정미주 역
- 주현 : 유 회장 역
- 김민준 : 치권 역
- 임현성 : 놀부 역
- 임성규 : 상우 역
- 곽민석 : 현 실장 역
- 김혜정 : 인호엄마 역
- 김명재 : 아역인호 역
- 최제형 : 아역놀부 역
- 양중경 : 영어선생님 역
- 김덩치 : 치권부하덩치 역
- 홍석연 : 황씨 역
- 오정국 : 초등학교담임 역
- 이정은 : 액세서리직원 역
- 김성화 : 유도부코치 역
- 박상규 : 학생주임 역
- 장지인 : 맞선녀 역
- 최성우 : 인턴 역
- 정윤 : 김 부장 역
- 배광원 : 박 부장 역
- 손희순 : 유회장부인 역
- 백윤재 : 유회장넷째딸 역
- 송혜진 : 점원 역
- 박시완 : 상우부하 역
- 배진만 : 계열사사장 역
- 손안모 : 해양경찰 역
- 추정임 : 놀부비서 역
- 권유라 : 아역인호짝꿍 역
- 이규태 : 벨보이 역
- 박순호 : 아우디매장직원 역
- 박진우 : 놀부친구 1 역
- 진현우 : 놀부친구 2 역
- 손화령 : 놀부부인 역
- 이상엽 : 놀부아들 역
- 한지원 : 놀부딸 역
- 신원복 : 오칠복 역
- 최지은 : 어린 미주 역
- 이휘향 : 상우엄마 역 (특별출연)
- 김광규 : 노조위원장 역 (특별출연)

## 수상
- 2007년 제27회 하와이국제영화제
  - 감독상 - 곽경택
- 2007년 제27회 한국영화평론가협회상
  - 신인여우상 - 박시연
- 2007년 제28회 청룡영화상
  - 인기스타상 - 주진모
- 2008년 제17회 부일영화상
  - 남우조연상 - 김민준